# Johann Georg Mozart
Johann Georg Mozart, född 4 maj 1679 i Augsburg, död där 19 februari 1736, var en bokbindare bosatt i Augsburg i Tyskland. Han var far till Leopold Mozart och farfar till Wolfgang Amadeus Mozart.
Johann Georg var son till stenhuggaren Franz Mozart.